# Germains
« Germanique » redirige ici. Pour les autres significations, voir Germain.
Les peuples germaniques, ou Germains (également appelés Tudesques, Suèves ou Gaut dans la littérature ancienne), forment un groupe ethnolinguistique indo-européen originaire d'Europe du Nord, caractérisé par l'usage des langues germaniques. Leur histoire s'étend du IIe millénaire av. J.-C. à nos jours.
Les peuples proto-germaniques auraient commencé à se différencier au cours de l'Âge du bronze danois, qui a émergé dans le sud de la Scandinavie après la culture de la céramique cordée. Au cours du second Âge du fer, diverses tribus germaniques ont commencé à s'étendre vers le sud depuis les franges de la mer Baltique aux dépens des peuples celtes, qu'ils ont assimilés ou repoussés vers le sud et l'ouest. L'expansion des Germains a fini par se heurter à celle de la Rome antique. La victoire décisive d'Arminius lors de la Bataille de Teutobourg en l'an 9 de notre ère a probablement empêché l'éventuelle romanisation des peuples germaniques : c'est pourquoi elle est considérée comme un tournant dans l'histoire de l'Europe et même, sur le plan linguistique, de l'histoire mondiale puisque l'anglais est une langue germanique.
De la mer du Nord jusqu'à la mer Noire, les tribus germaniques se sont installées tout le long de la frontière romaine du Rhin et du Danube, certaines établissant des relations étroites avec les Romains, entrant pacifiquement dans l'Empire comme peuples fédérés, servant souvent de mercenaires, voire de tuteurs impériaux, et atteignant parfois les plus hautes fonctions de l'armée romaine. D'autres en revanche eurent des relations hostiles avec Rome, et ne pouvant encore entrer dans l'Empire, s'étendirent en Europe de l'Est, tels les Gépides qui soumirent les Daces romanisés, ou les Goths qui intégrèrent les Carpes et les cavaliers iraniens de la steppe pontique, contrôlant ainsi la rive nord de la mer Noire et les bouches du Danube, pour lancer de là des expéditions navales vers les Balkans, l'Égée et l'Anatolie jusqu'à Chypre,,.
La violente expansion des Huns en Europe à la fin du IVe siècle crée un « effet domino » : de nombreux peuples germaniques forcent les frontières de l'Empire romain et le vide démographique qu'elles laissent en Europe orientale profite bientôt aux Slaves tandis que l'Empire romain ne survit qu'en Orient ; en Europe occidentale, le territoire de celui d'Occident déclinant est finalement submergé par les Germains qui y érigent leurs « royaumes barbares ». Les Angles et les Saxons s'établissent en Grande-Bretagne, les Francs en Gaule, les Burgondes dans le bassin du Rhône, les Ostrogoths en Illyrie et Italie, les Visigoths en Aquitaine et Hispanie, les Suèves en Galice et les Vandales en Afrique du Nord et dans les îles de la Méditerranée occidentale. Sous la direction du Franc Charlemagne, officiellement reconnu empereur d'Occident par le pape Léon III en 800 de notre ère, le monde germanique forme la matrice du royaume de France mais surtout du Saint-Empire romain germanique qui dureront jusqu'à la fin du XVIIIe siècle, disputant la légitimité de l'héritage romain à l'Empire d'Orient qui, attaqué de toutes parts y compris de l'ouest, finit par s'effondrer au XVe siècle.
À partir de la Scandinavie, les marins germaniques du Nord, plus communément appelés Vikings et Varègues, se lancent eux aussi dans une expansion massive qui conduit à l'établissement du duché de Normandie, de la Rus' de Kiev et la colonisation des îles Britanniques et de l'océan Atlantique nord jusqu'en Amérique du Nord. Avec l'abandon par les Germains du Nord de leur religion autochtone au XIe siècle, presque tous les peuples germaniques ont été convertis au christianisme romain puis, avec la réforme engagée par Martin Luther au XVIe siècle, de nombreuses nations d'origines germaniques ont adopté le protestantisme. La division religieuse qui s'ensuivit aboutit à la fragmentation politique d'une grande partie de l'Europe germanophone.
Les peuples germaniques ont contribué à façonner une grande partie de l'histoire de l'Europe occidentale depuis le haut Moyen Âge jusqu'à nos jours,.

## Origines

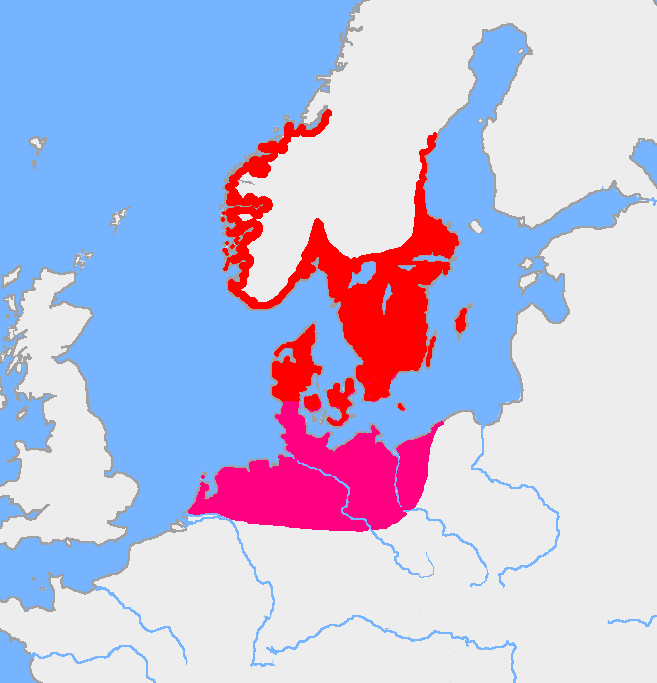
Foyer proto-germanique, Ier âge du fer : groupe nordique au nord (rouge) et la culture de Jastorf au sud (magenta).

Après avoir étudié la toponymie et l'hydronymie du Nord de l'Europe, Jürgen Udolph, spécialiste en onomastique, conclut que l'ancienne zone de peuplement proto-germanique se situe approximativement entre les monts Métallifères, la forêt de Thuringe, l'Elbe, l'Aller et une frontière ouverte vers la Westphalie. Selon lui, l'étude détaillée des noms géographiques ne permet plus de supputer une patrie scandinave aux tribus germaniques, ni même pour le Schleswig-Holstein ou pour le Danemark, régions qui ne sont pas impliquées dans les formations de noms de lieux en vieux germanique. Selon lui, il est beaucoup plus probable de supposer une première migration vers le nord. L'inventaire de la toponymie indique clairement que l'ouest du Schleswig-Holstein et le Jutland occidental ne doivent pas être considérés comme des zones de peuplement germanique ancien. Le Jutland oriental et les îles danoises ont été atteints plus tôt par des tribus germaniques. Les tribus germaniques auraient également atteint relativement tôt la côte est suédoise.
C'est à partir de l'âge du bronze danois, d'après l'archéologie allemande et scandinave, que des cultures du Sud de la Scandinavie se diffusent progressivement vers le sud. Elles se répandent dans la grande plaine européenne, pour gagner au début du second âge du fer (v. 500 av. J.-C.) les franges du monde celtique (civilisation de La Tène) : le Rhin inférieur, la Thuringe et la basse Silésie. Il est courant d'attribuer un caractère germanique à la culture de Jastorf (Sud du Danemark et Nord de l'Allemagne) bien que l'espace recouvert par cette culture ne corresponde pas nécessairement à des frontières linguistiques.
Au phénomène de diffusion correspondraient probablement le bon accès au fer en Scandinavie et un climat refroidissant. Il est possible qu'une expansion démographique y contribua également, engendrant un peuplement nouveau de régions jusque-là presque vides d'hommes. Les Grecs ou les Romains n'en ont laissé aucun témoignage écrit. En effet, ils n'avaient aucun contact direct avec les Germains, puisqu'ils en étaient séparés par les Celtes. Les Germains sont cependant souvent confondus avec les Celtes par les historiens de l'Antiquité, ce qui fait dire que l'ancien nom des Germains pouvait être celui des Celtes, les Germains n'ayant été mentionnés que tardivement. En tous cas, à partir du IIIe siècle av. J.-C. s'étend une période de formation de peuples qui s'achève quand les Germains entrent dans l'Histoire.

### Contextualisation

Répartitions des peuples germaniques vers +50.

Alors que la tradition historiographique française confine les peuples germaniques à des nations inconnues réfugiées dans des forêts humides au-delà du limes en Germanie (jusqu'à l'Antiquité tardive), puis à l'emploi systématisé du terme barbare lors du haut Moyen Âge, il est possible de décrire une civilisation germanique unifiant les traits des anciens peuples d’Europe du Nord précédant leur christianisation.
Cette description n'a donc de sens que dans la situation de l'âge du fer germanique, antérieur à l'âge des Vikings selon les découpes de l'historiographie anglo-saxonne. Compte tenu des trajets des peuples, les Germains de la mer du Nord émanent d'une culture scandinave à compter du IIe siècle — il s'agit de la culture des Scandinaves du futur âge des Vikings.
Des découvertes récentes réalisées depuis les cinquante dernières années et prises en charge par des universités allemandes dans les sections archéologiques permettent d'en révéler les traits, ce qui bouscule la manière dont cette civilisation était présentée jusqu'alors à partir des chroniques rédigées par ceux que ces peuples avaient envahis.

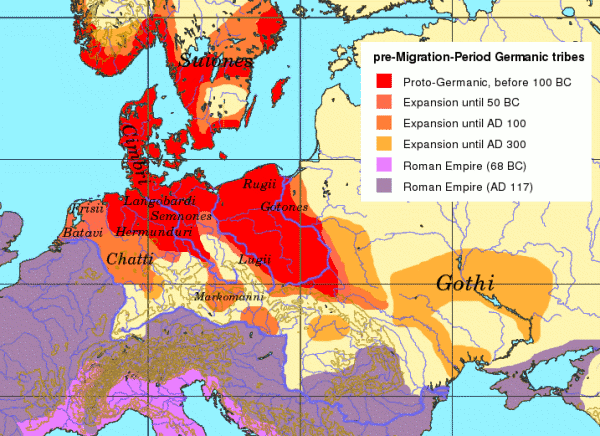
Les divers peuples germaniques migrent progressivement sur les territoires des Celtes et entrent en contact avec les Romains, qui nomment cette terre la Germanie (d'après Tacite). Cette carte compare chronologiquement leur expansion, jusqu'en 300, avec celle de l'Empire romain, jusqu'en 117.

Le contexte de ce paragraphe est donc chronologiquement du IIe au Ve siècle apr. J.-C. ; il commence par l'arrivée de peuples en Germanie provenant de Scandinavie ou d'îles hypothétiquement originelles (Bornholm, Gotland) situées en mer Baltique. Géographiquement, il comprend la Germanie connue des Romains étendue jusqu'à la Pologne et les limites primitives de la Russie historique (Novgorod était connue des Svears, voire fut développée par eux).
Leurs emplacements en Germanie sont aujourd'hui reconstitués par le relevé des cultures archéologiques, travail plutôt ardu attendu que les traces d'une hutte en bois et pierres ne permettent pas de distinguer si elle fut bâtie par des Burgondes ou des Alamans. On peut éventuellement parler de protohistoire pour décrire leurs implantations précédant leur contact avec la civilisation romaine, dans la mesure où après 325 les annalistes de Rome n'ont plus d'éléments pour les relater dans leurs écrits.
La dynamique d'expansion du monde latin sous l'égide de l'Empire n'a pas fonctionné pour ces peuples, là où elle avait marché pour les Celtibères et les Gaulois, pour ne citer qu'eux ; les provinces taillées au-delà des frontières naturelles que forment le Rhin et le Danube telles que la Rhétie ne se sont pas stabilisées et ont été régulièrement ravagées.

### Nom des Germains
L'origine du nom des Germains a toujours divisé les spécialistes, et la question n'est pas résolue à ce jour. Une seule chose semble sûre : c'est en latin que le mot apparaît pour la première fois, sous le stylet de César, lorsque ce dernier évoque, au tout début de ses Commentaires sur la Guerre des Gaules, les différents peuples d'Europe occidentale en 58 av. J.-C. : « Les Belges sont les plus braves de tous ces peuples, parce qu'ils restent tout à fait étrangers à la politesse et à la civilisation de la province romaine, et que les marchands, allant rarement chez eux, ne leur portent point ce qui contribue à énerver le courage : d'ailleurs, voisins des Germains qui habitent au-delà du Rhin, ils sont continuellement en guerre avec eux. » Ce nom est repris sous la même forme dans le traité que Tacite consacra aux Germains vers l'an 98, De Origine et Situ Germanorum (La Germanie). César crée également le concept géographique de Germania.
Comme le font justement remarquer les auteurs du Chambers Dictionary of Etymology, les peuples germaniques eux-mêmes n’ont jamais employé à date ancienne le nom de Germani pour s’auto-désigner (ce terme, avant d’être emprunté par d’autres langues, ne se rencontre qu’en latin) : ils ont généralement utilisé pour ce faire le produit du germanique commun *þeudiskaz « du peuple », adjectif formé sur *þeudō « peuple », lui-même issu de l’indo-européen *teut-eh₂- « nation » : de ce terme procèdent, par exemple, l’allemand deutsch « allemand », le néerlandais Duits « allemand », Diets « néerlandais médiéval » et le gotique þiudiskō « païen »,,. Il est aussi indirectement à l’origine de l’ancien français tieis, tiois (féminin tiesche), qui a désigné de manière générale toute personne ou tout peuple de langue germanique,, ainsi que du français tudesque et de l'italien tedesco « allemand », par l’intermédiaire du latin médiéval theudiscus. Le germanique commun *ϸeudō « peuple » est par ailleurs apparenté au dérivé *ϸeudanōz (de l’indo-européen *teutonōs « ceux de la nation »), nom tribal passé en celtique puis latinisé en Teutoni. Le français en a tiré le nom des Teutons et l’adjectif teutonique, souvent employé par le passé (comme en anglais, d’ailleurs) au sens de « germanique »,,. La forme singulière de ce mot en indo-européen, *teutonos, « celui de la nation », est en outre à l'origine du mot gotique *ϸiudans « roi », par l'intermédiaire du germanique commun *ϸeudanaz.

#### Hypothèse germanique
La plupart des spécialistes actuels rejettent implicitement une étymologie germanique du mot latin Germanus. Ils font état, selon les cas, soit d'une origine inconnue, ou du moins très controversée,, soit d'une étymologie celtique ou latine. Néanmoins, il a été fait par le passé diverses tentatives dans ce sens, en dépit du fait que le nom ait été inconnu des langues germaniques à date ancienne.
La plus fréquente consiste à y voir un composé des éléments germaniques gair- > gēr- « lance » et man « homme », qui fait du Germain un « homme à la lance ». Cette étymologie populaire est au mieux qualifiée de « traditionnelle » dans les ouvrages de référence. Elle est formellement infirmée par la phonétique : en effet, la première attestation connue du nom des Germani datant du Ier siècle av. J.-C., sa création se situerait nécessairement à l'époque du germanique commun, où le mot pour « lance », *gaizaz, a encore sa diphtongue ai qui n'évoluera en ē que bien plus tard. Il ne peut en aucun cas être transcrit par Ger- à cette date,,,. André Cherpillod rapporte également diverses interprétations hautement fantaisistes telles que ger-man « main avide » ou encore « chef des hommes », mentionnées ici pour mémoire seulement.

#### Hypothèse celtique
L'idée que César, en citant les Germānī, ne fait que reprendre un terme employé par les Gaulois pour désigner leurs voisins les Germains cisrhénans (terme ensuite appliqué à l'ensemble des peuples de langue germanique) a séduit plusieurs auteurs. C'est l'explication que l'on voit le plus régulièrement évoquée, parfois en alternance avec la suivante, dans bon nombre de dictionnaires étymologiques. Cependant, elle n'est pas envisagée par la majorité des spécialistes du gaulois,,,,.
Dans la plupart des cas, le mot est rapproché avec prudence du vieil irlandais gair « voisin » + maon, man « peuple »,,, : avec prudence, car l'équivalent de ces mots n'est pas attesté en gaulois. Dans cette hypothèse, les Gaulois auraient nommé leurs voisins germaniques de la rive droite du Rhin de la manière la plus simple qui soit : « les hommes voisins, le peuple voisin ». Le nom des Germānī a également été interprété, toujours de manière hypothétique, par « ceux qui crient », « les hurleurs », étymologie suggérée par le vieil irlandais gáirm et le gallois garm « crier, hurler ». Dans ce second cas, le terme est bien attesté en gaulois par le radical garo- et le substantif garman « cri ». Cependant, ces deux explications sont réfutées de manière assez convaincante par le Chambers Dictionary of Etymology pour des raisons phonétiques (quantité des voyelles ; évolution des groupes consonantiques). Les auteurs de cet ouvrage considèrent plus prudent de laisser Germānī inexpliqué.

#### Hypothèse latine
La solution alternative consiste à penser que Jules César, en parlant des Germānī, a tout simplement employé l'adjectif latin germanus, dont les sens sont multiples : « naturel, vrai, authentique ; de la (même) race », et aussi « germain, de frère germain », puis « frère ». Dans cette optique, César décide d'appeler Gallia et Germania deux régions qu'il sépare plus ou moins arbitrairement par le Rhin, ainsi que l'a présenté par exemple Christian Goudineau,. Étant donné qu'aux yeux du proconsul, il n'y avait pas de différence fondamentale entre Germānī et Galli (sinon, pour ces derniers, un contact plus poussé avec la civilisation romaine), certains auteurs ont choisi d'interpréter le nom des Germains par « (le peuple) frère »,.
Une analyse différente, proposée entre autres par Louis Deroy et Marianne Mulon, s'appuie sur le fait que ces derniers, plus belliqueux et réfractaires, étaient restés davantage à l'écart de la civilisation méditerranéenne, et donc fidèles à leurs propres origines : de ce point de vue, les Germains étaient « les vrais », « les authentiques », « les naturels », par opposition aux Gaulois déjà partiellement colonisés et romanisés. Les auteurs mettent ce sens de l'adjectif germanus en parallèle avec son emploi chez divers écrivains latins, tels que Plaute évoquant les femmes ex germana Græcia, « de la Grèce propre » (et non de l'une de ses colonies), ou encore Cicéron parlant de illi veteres germanique Campani, « ces anciens et authentiques Campaniens ». Si cette dernière explication ne fait pas plus l'unanimité que les autres, elle a l'avantage de ne poser aucun problème phonétique.

## Principales branches linguistiques
Les langues germaniques sont généralement divisées en germanique occidental, nordique et oriental (voir la classification détaillée ci-dessous).
Voici une liste de ces principaux peuples, ainsi que les dates auxquelles leur existence est connue par les sources historiques.

### Germains septentrionaux ou Scandinaves
- Danois

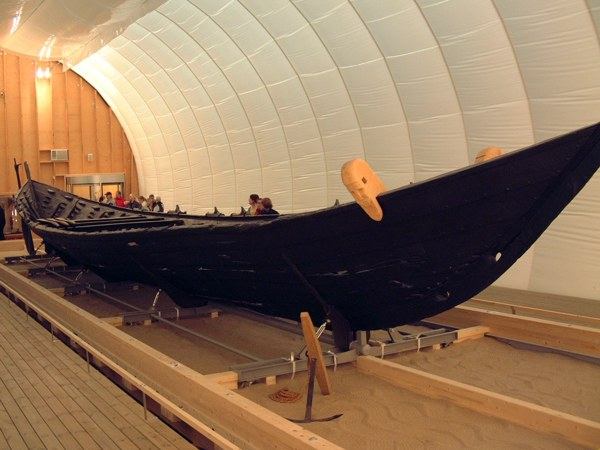
Bateau de Nydam du IVe siècle de notre ère.

- Goths de Scandinavie (Geats, Guts)
- Suédois (Suiones)

Les Germains du Nord vivant dans la péninsule du Jutland et en Scandinavie - Tacite nomme une tribu les Suiones - sont regroupés pour des raisons linguistiques. Sur le plan archéologique, les Germains septentrionaux sont divisés en un groupe nord-est et nord-ouest. Une zone de transition vers les Germains de la mer du Nord est formée par les Angles et les Jutes.

### Germains occidentaux
Paradoxalement, c'est un groupe linguistique dont la préhistoire et la protohistoire supposées sont les moins bien cernées à cause des mouvements de population dont il a été question précédemment et des brassages de population que ces mouvements entraînèrent à la lisière du monde romain. En raison de leur diversité, les Germains occidentaux sont subdivisés en trois sous-groupes par les linguistes : les Germains de Rhénanie (établis entre le Rhin et la Weser), les Germains de l'Elbe et les Germains de la mer du Nord. Les principales sources qu'il est possible de relier ou non à ces groupes sont les sources romaines, notamment l'œuvre à caractère ethnographique de Tacite (La Germanie) et les écrits de Pline l'Ancien.
- Germains de Rhénanie et de la Weser : Ampsivariens/Angrivariens, Bataves, Bructères, Chamaves, Chattes, Chérusques, Hattuaires, Sicambres, Tenctères, Ubiens, Usipètes, etc.
  - Certains de ces Germains (Ampsivariens, Bructères, Chamaves, Chattes, Chérusques, Sicambres, Tenctères, Usipètes...) formèrent au début du IIIe siècle sur le cours inférieur du Rhin la confédération des Francs (Franci, à l'étymologie incertaine : les « hardis, vaillants » ou « hommes libres », et à l'origine du toponyme « France »). Une partie de ceux-ci, les Saliens, se mirent au service des Romains au Ve siècle, sans être réellement soumis à l'Empire. Une autre partie, les Ripuaires (ou Rhénans), se constituèrent en royaume à la même époque, pour résister à la poussée des Alamans. Depuis les provinces de Belgique seconde et de Germanie inférieure, où certains de leurs rois avaient un commandement militaire (dux), les Francs saliens constituèrent à leur tour un royaume au VIe siècle. Saliens et Ripuaires s'unirent en un royaume unique après leur victoire à la bataille de Vouillé contre les Wisigoths en 507. Ce royaume s'étendit ensuite progressivement sur la majeure partie des Gaules, assimilant les Gallo-romains, et de la Germanie occidentale, avant de devenir le berceau des nations française et allemande au cours du Haut Moyen Âge.
  - D'autres, les Bavarois (Bavarii, à l'étymologie incertaine : « peuple de Bohême » ou « héritiers des Boïens ») alors établis en Bohême, franchirent vers la fin du Ve siècle le Danube sur son cours supérieur mais furent successivement soumis aux Alamans, aux Ostrogoths, puis aux Francs, avant de gagner leur indépendance à la fin du VIIe siècle.
- Germains de l'Elbe : Hermundures/Hermondures, Lombards, Marcomans, Quades, Semnons, et Warnes.
  - Certains de ces Germains, notamment des Marcomans, des Quades et des Semnons, constituèrent la confédération des Suèves (Suevi : « peuple du fleuve Suevus (l'Oder) »). Ils franchirent le Rhin aux côtés des Vandales et des Alains pour envahir les Gaules en 406, puis descendre jusqu'en Hispanie en 409. Ils y fondèrent un royaume en 410, avant d'être battus en 418 par les Wisigoths récemment arrivés dans la péninsule ibérique, et durent se replier en Galice. Ils tentèrent ensuite de reconquérir la péninsule après le départ en 429 des Vandales et des Alains vers l'Afrique, mais se heurtèrent à nouveau aux Wisigoths. Leur royaume se maintint toutefois sur la Galice et le nord du Portugal jusqu'en 584.Reconstitution d'une maison/écurie au musée des Alémans de Vörstetten (Bade-Wurtemberg).

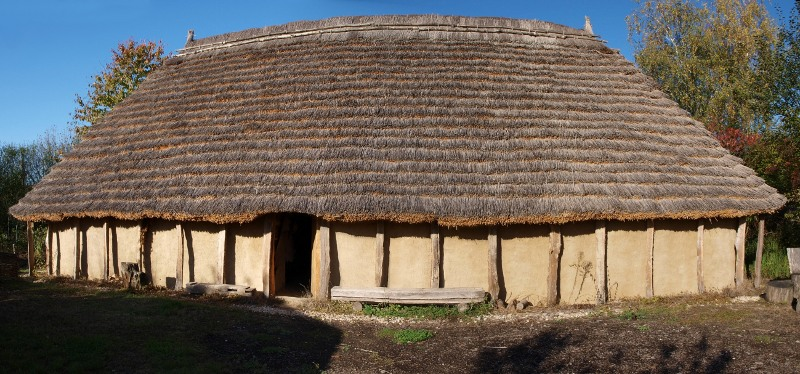
Reconstitution d'une maison/écurie au musée des Alémans de Vörstetten (Bade-Wurtemberg).

  - D'autres formèrent au début du IIIe siècle dans les Champs Décumates (entre Danube et Rhin supérieurs) la ligue des Alamans (Alamanni, du germanique Alle-mannen : « tous les hommes », et à l'origine du toponyme « Allemagne »). Cette ligue étendit considérablement son territoire au Ve siècle vers les provinces romaines de Germanie supérieure et de Belgique première. Les Alamans se heurtèrent ensuite aux Francs et furent vaincus à plusieurs reprises, notamment lors de la bataille de Tolbiac en 496. Certains d'entre eux s'installèrent alors en Rhétie et en Italie du nord, sous le protectorat des Ostrogoths puis celui des Francs en 536. Ils se révoltèrent en vain, avant de disparaître en tant que nation à la suite d'une dernière défaite en 746 et au massacre de Cannstatt.
- Germains de la mer du Nord : Angles, Chauques, Frisons, Jutes, Saxons et Warnes.
  - Certaines de ces nations, notamment des Angles, des Saxons et des Warnes, se regroupèrent au IVe siècle pour former la ligue des Thuringes. Établis entre l'Elbe et le Main au début du Ve siècle, ils furent soumis au protectorat des Huns, avant de créer un éphémère royaume en Germanie intérieure, une fois émancipés de la domination de ces derniers après 453. Les Thuringes se heurtèrent aux Francs au début du VIe siècle et disparurent en tant que nation avant la fin du VIIe siècle.
  - D'autres, notamment des Angles (à l'origine du toponyme « Angleterre »), des Frisons, des Jutes et des Saxons, venus de la péninsule du Jutland et du cours inférieur de l'Elbe, se livraient déjà à la piraterie en Mer du Nord et dans la Manche, puis ils s'installèrent dans l'île de Bretagne dès 430, après son abandon par les Romains vers 410. Entre le VIIe siècle et le Xe siècle, ils y fondèrent les royaumes anglo-saxons, avant de donner naissance à la nation anglaise, assimilant les autres peuples de l'île, notamment les Britto-romains (voir Anglo-Saxons).

### Germains orientaux
Il s'agit d'un groupe linguistique supposé le plus homogène qui aurait réuni les peuples qui conservèrent le mieux leur culture, leur langue et leur unicité durant le Moyen Âge. Des histoires ou Historiæ à caractère ethnique rédigées durant cette période nous renseignent sur les origines de certains d'entre eux, tandis que d'autres disparurent précocement. Il est communément admis que ces Germains, ou du moins une partie d'entre eux, sont originaires de Scandinavie. Il semble que dans les sources antiques le terme de Germani n'ait jamais été appliqué aux Germains orientaux. Si l'on relie ce groupe linguistique aux sources antiques, on a les :
- Burgondes (en allemand Burgunden, et à l'origine du toponyme « Bourgogne »), probablement originaires de l'île de Bornholm dans la mer Baltique. Les Burgondes s'établirent vers le Ier siècle en Poméranie (aux bouches de l'Oder), puis s'installèrent au IIe siècle en Silésie (aux sources de la Vistule). À la fin du IIIe siècle, ils se déplacèrent vers l'Elbe (270) puis le Main, et à la fin du IVe siècle s'avancèrent jusqu'au Rhin (370), à la limite de l'Empire romain. Une partie des Burgondes occupa alors la province romaine de Germanie supérieure à la suite de l'invasion en 406 des Vandales et des Alains en Gaule, mais ils se mirent au service des Romains, sans être réellement soumis à l'Empire. Ils purent constituer un premier royaume en 413, avant d'être écrasés en 436 par les Huns en Germanie intérieure, et ils durent se placer sous la protection de l'Empire en Sapaudie (entre l'Ain, le Rhône, le lac de Genève, le Jura et l'Aar). Ils furent autorisés à fonder sous contrôle romain un second royaume, s'étendant après le milieu du Ve siècle vers le nord et vers l'est, puis s'agrandissant aussi vers le sud, avant de se heurter aux Wisigoths en Provence. Le royaume des Burgondes se confronta finalement à celui des Francs, mais il se maintint toutefois jusqu'en 534.
- Gépides, à l'origine d'un royaume établi en Dacie vers 269/270, après le retrait de l'Empire romain, et parvenu à son apogée entre 539 et 551.

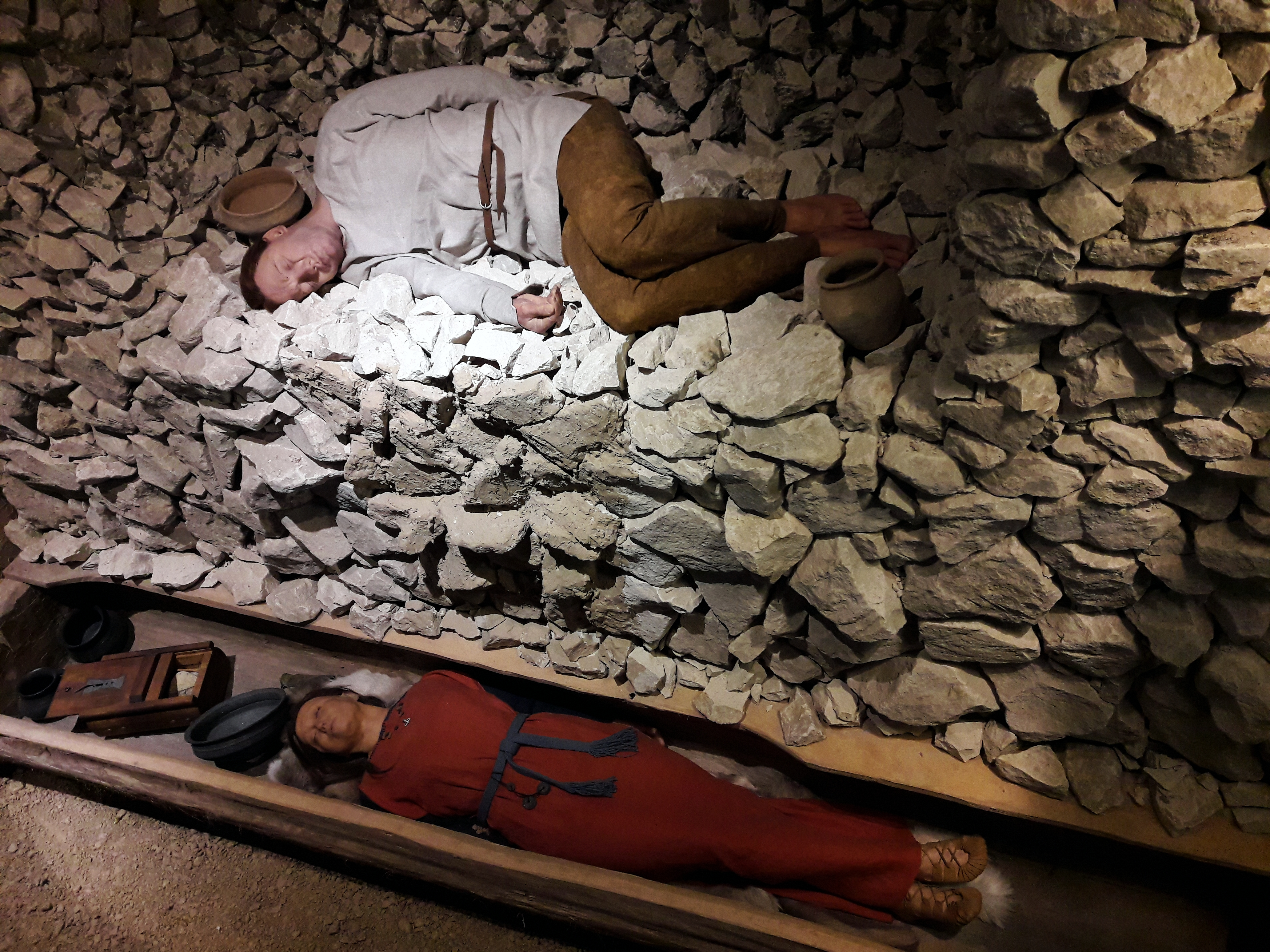
Reconstruction de la tombe de Goths du IIIe siècle de Masłomęcz au musée de Lublin.

- Goths, originaires du sud de la Suède et possiblement de l'île de Gotland dans la mer Baltique. Les Goths vinrent s'installer en Poméranie (entre les cours inférieurs de l'Oder et de la Vistule), puis allèrent s'établir au nord-ouest de la mer Noire, où ils se scindèrent en deux groupes :
  - à l'est du Tyras, les Greuthunges, d'où seraient issus les Ostrogoths. Ceux-ci se trouvaient encore au nord de la mer Noire à la fin du IVe siècle. Vers 375, ils furent soumis par les Huns, puis ils pénétrèrent dans l'Empire d'Orient en tant que « fédérés ». Les Ostrogoths s'emparèrent de l'Italie entre 488 et 493 sous la conduite de Théodoric le Grand. Le royaume ostrogoth d'Italie s'effondra en 553 sous l'assaut des troupes de l'empereur Justinien.
  - à l'ouest du Tyras, les Thervinges, d'où seraient issus les Wisigoths. Les Wisigoths se déplacèrent au milieu du IIIe siècle vers la Dacie, après son abandon par l'Empire romain. Vainqueurs en 378 de l'armée romaine de l'empereur Valens lors de la bataille d'Andrinople, ils devinrent également des « fédérés » de Rome en 382. Les Wisigoths pillèrent Rome en 410 sous le commandement d'Alaric, pénétrèrent en Gaule, et fondèrent en Aquitaine le royaume de Toulouse en 418. Vaincus en 507 par les Francs de Clovis à la bataille de Vouillé, ils furent repoussés vers l'Hispanie, où ils créèrent le royaume de Tolède. Celui-ci disparut lors de la conquête musulmane de la péninsule Ibérique en 711.
- Hérules, venus des rivages de la mer Baltique, établis le long du moyen-Danube (Hongrie) après avoir pillé Athènes en 267/268, et fameux soit comme pirates (expédition de Lugo en 456) de la Manche à la Méditerranée en passant par la Baltique et la mer Noire, soit comme mercenaires jusque vers 550 au service des Ostrogoths ou des Byzantins.
- Ruges, venus de Poméranie, puis séparés, après l'effondrement de l'empire d'Attila en 453, en deux groupes : les uns établis en Pannonie, les autres installés en Thrace au service de l'Empire Romain d'Orient.
- Skires (dont est issu Odoacre, qui déposa le dernier empereur romain d'Occident, Romulus Augustule), originaires de Mazurie puis, pour une partie d'entre eux, installés sur les rives de la mer Noire (Ukraine).
- Vandales, originaires du sud de la Norvège et du Jutland. Les Vandales vinrent s'établir au cours du IIIe siècle entre les cours supérieurs de l'Oder et de la Vistule, où ils se séparèrent en deux groupes : en Slovaquie, les Hasdings ; en Silésie, les Sillings (probablement à l'origine du nom de la région). En 406/407, les Vandales franchirent le Rhin et Ils conquirent successivement la Gaule, l'Hispanie (Galice et Bétique), et enfin l'Afrique du Nord et les îles de la Méditerranée occidentale. De 429 à 439, les Vandales avaient conquis une bonne partie des territoires situés sur la côte nord-africaine, et s'étaient établis durablement en Numidie (bordure nord de l'Algérie actuelle). Le royaume vandale d'Afrique fut créé en 439, avec la prise de la ville de Carthage, proclamée sa capitale. Ce royaume disparut en 533, après une intervention de l'armée byzantine conduite par le général Bélisaire. Il est possible que l'Andalousie tire son nom des Vandales, mais cette hypothèse est en concurrence avec plusieurs autres.

## Données géographiques, linguistiques et culturelles
D’après Régis Boyer, les Germains ont, à partir du Moyen Âge, un alphabet en partie fondé sur le latin, souvent utilisé pour des offices religieux ou sur les armes.

## Mode de vie

### Gouvernement
Les Germains forment une société très hiérarchisée, à la tête de chaque nations se trouve la plupart du temps une élite aristocratique qui tient son prestige de l'ancienneté de ses membres; cette aristocratie élit un roi parmi l'un des siens. Les commandants militaires sont choisis pour leurs bravoures au combat selon Tacite.

#### Droit germanique
C'est un droit de tradition orale sur le mode scandinave, propre à l'identité de chaque peuple.
Dans les royaumes sédentarisés du Ve siècle, il fusionne peu à peu avec certains concepts du droit romain en passant par des édits rédigés et s'inspirant du Code théodosien (lire droit des royaumes barbares).

#### Structure sociale

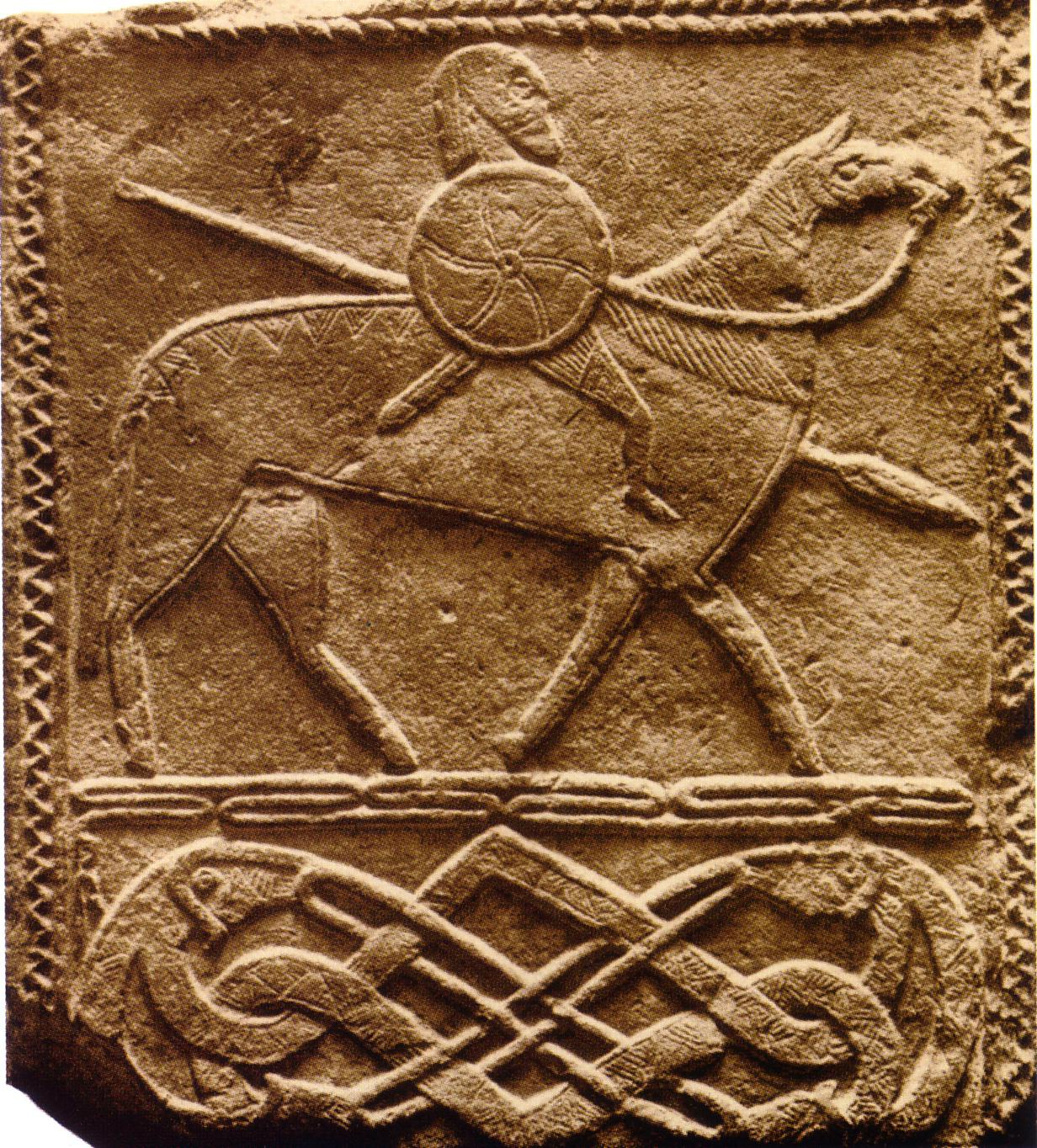
Plaque de chancel faisant partie d'une frise représentant un cavalier germain. Halle, musée régional de la Préhistoire.

Les sociétés du groupe linguistique germanique, jusqu'à la période des Grandes Invasions, ont une structure sociale assez souple. Les rois, les chefs de guerre, les prêtres n'ont qu'un pouvoir de circonstance fondé sur le consensus. L'instance supérieure est l'assemblée des hommes libres, autour d'un sanctuaire commun, où les décisions se prennent à l'unanimité par acclamations. Le groupe familial est très solidaire et collectivement responsable, notamment pour l'exercice de la vengeance et le paiement du wergeld (prix du sang).
La coutume reconnaît une stratification hiérarchique fondée sur la liberté : les nobles (vx. sax. aðali) (ceux qui, probablement, fournissent les rois et les chefs de guerre), les simples hommes libres (baro), les lètes (m. nl. læt, anc. fr. culvert) (affranchis ou demi-affranchis) et les serfs (vx. h. all. dio). Le tarif du wergeld et les autres pénalités sont déterminés en fonction du rang social. Les esclaves n'ont aucune personnalité juridique, ils n'ont ni biens ni liens familiaux et sont une simple propriété de leurs maîtres. Dans les royaumes germaniques du haut Moyen Âge, les rois s'efforcent de maintenir l'identité légale du peuple conquérant, considéré comme la classe guerrière qui élit le roi et l'accompagne au combat. En fait, il y a une fusion sociale progressive entre les descendants des Goths, Burgondes, Lombards, etc., et ceux des peuples conquis.
L'esclavage n'est pas étranger aux sociétés germaniques. En effet, elles distinguaient les personnes libres, semi-libres (peuples conquis) et les esclaves.

#### Pratiques guerrières

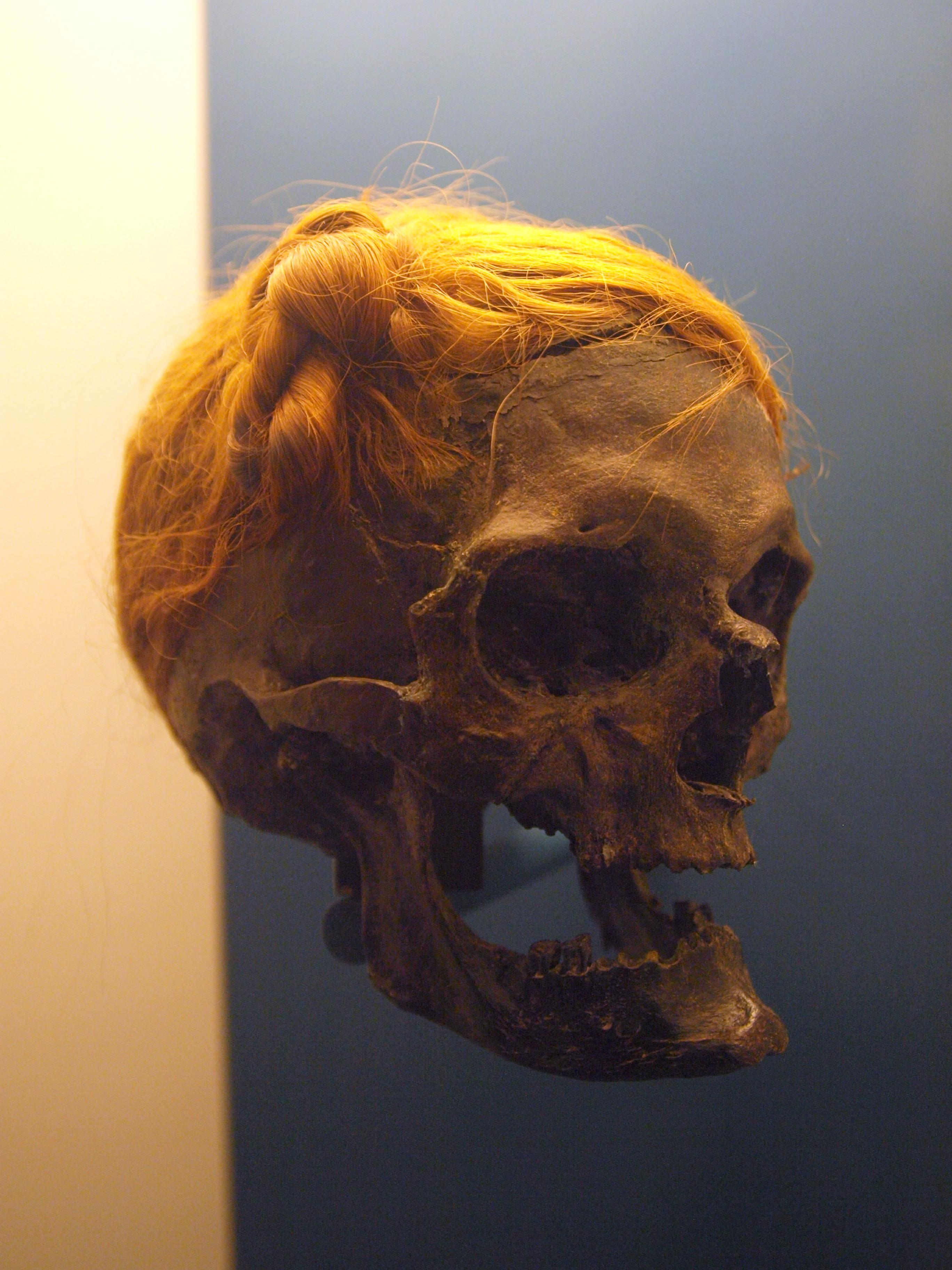
L'Homme d'Osterby, découvert dans une tourbière près d'Osterby, dans le Schleswig-Holstein. Ses cheveux sont attachés en un nœud connu sous le nom de chignon suève.

Les descriptions historiques des nations germaines situées à l'est du Rhin et à l'ouest du Danube ne commencent pas avant la fin de la période antique, de sorte que seule la période postérieure à 100 ans avant notre ère peut être examinée. Ce qui est clair, c’est que l’idée germanique de la guerre était tout à fait différente des batailles rangées menées par Rome et la Grèce. Au lieu de cela, les peuples germaniques se concentraient sur les raids.
Ceux-ci ne visaient généralement pas à gagner du terrain, mais à capturer des ressources et à assurer le prestige des combattants. Ces raids ont été menés par des troupes irrégulières, souvent formées de groupes de 10 à 1 000 personnes environ. Les dirigeants dotés d'un magnétisme personnel plus important pouvaient rassembler plus de soldats pendant de plus longues périodes, mais il n'existait aucune méthode systématique pour rassembler et former des hommes. Par conséquent, la mort d'un dirigeant charismatique pouvait signifier la destruction d'une armée. Les armées sont souvent composées à plus de 50 % de non-combattants, les personnes déplacées voyageant avec de grands groupes de soldats, des personnes âgées, des femmes et des enfants. Les chefs de guerre qui ont pu obtenir suffisamment de butin pour leurs assistants ont pu grandir en conséquence en attirant des groupes de guerriers des villages voisins.
Les grands corps de troupes étaient l'exception plutôt que la règle de la guerre antique. Ainsi, une force germanique typique pourrait être composée de 100 hommes avec pour seul objectif de faire des raids sur un village germanique ou étranger situé à proximité. De cette façon, la plupart des combats ont eu lieu chez leurs voisins barbares. Selon des sources romaines, lorsque les tribus germaniques se livraient à des batailles organisées, l'infanterie adoptait souvent des formations en coin, chaque coin étant dirigé par une tête de clan. La légitimité des chefs réside dans leur capacité à mener avec succès les armées à la victoire. La défaite sur le champ de bataille aux mains des Romains ou d'autres barbares signifiait souvent la fin d'un dirigeant et, dans certains cas, être absorbée par une autre confédération victorieuse.
Bien que souvent défaites par les Romains, les tribus germaniques étaient considérées dans les archives romaines comme des combattants valeureux, dont le principal défaut était de ne pas s'unir pour former une force de combat collective sous un commandement unifié, ce qui permit à l'empire romain d'employer une stratégie de diviser pour vaincre contre eux. Néanmoins, la défaite infligée par Arminius lors de la bataille de Teutobourg en l'an 9 de notre ère aura pour conséquence que les Romains ne tenteront plus jamais de conquérir les territoires germaniques situés à l'est du Rhin.

### Habitat

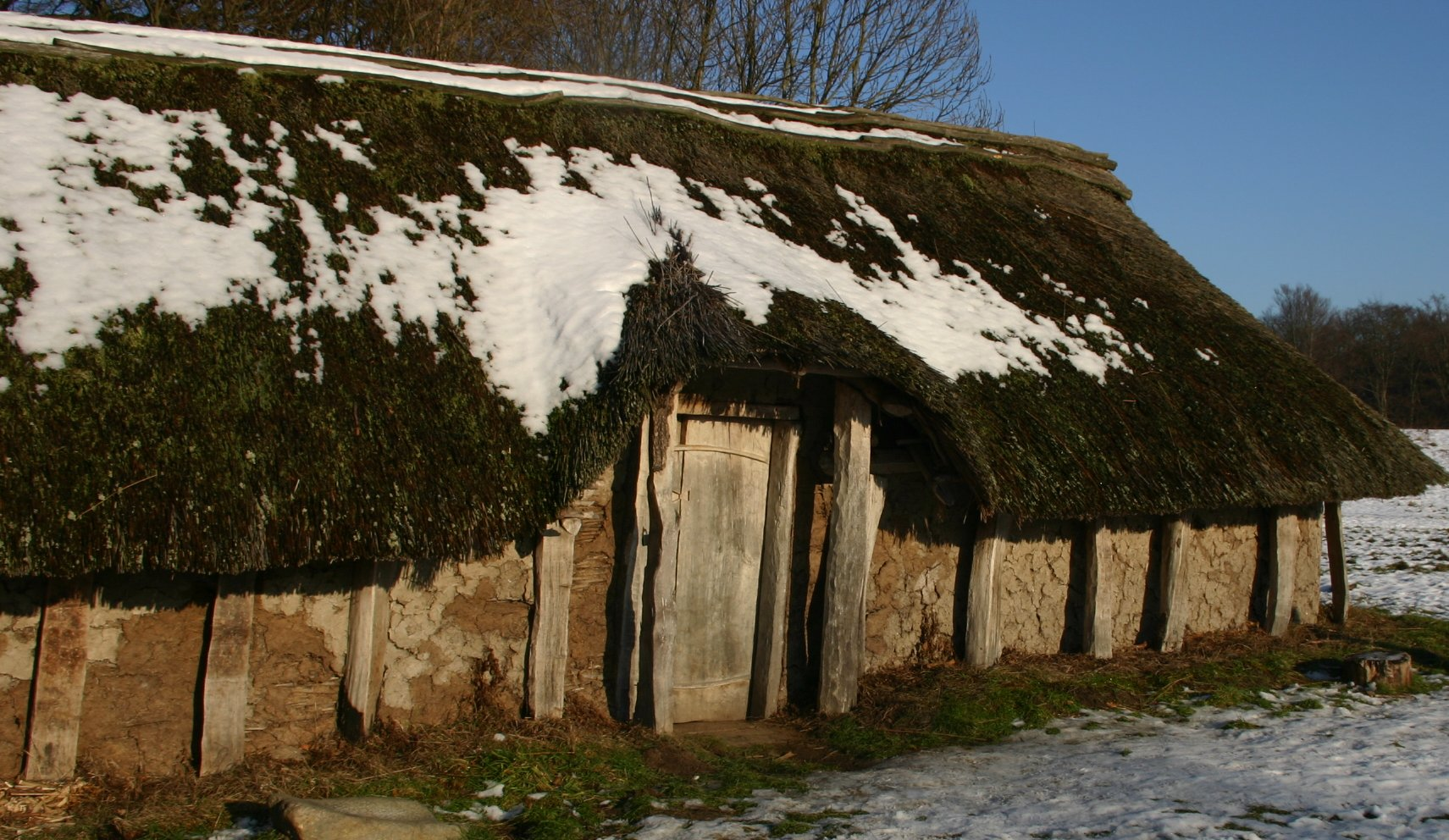
Jernalderhus, Reconstruction d'une maison de l'âge du fer vers 400 ans au musée Moesgaard à Aarhus au Danemark

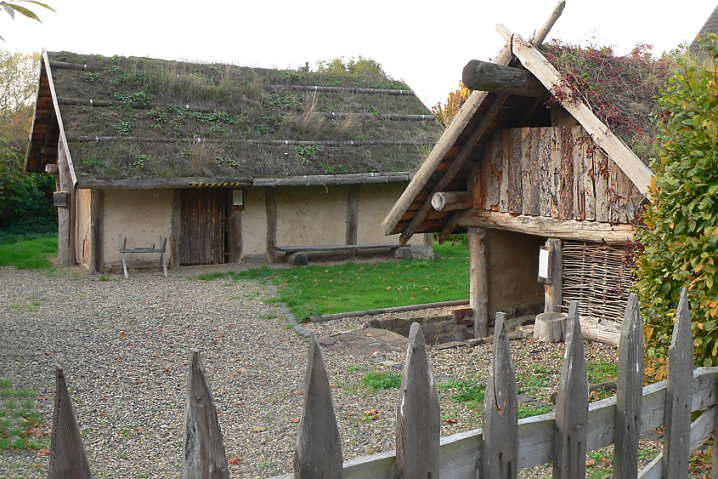
Village germanique reconstruit à Geismar (Fritzlar), basé sur des fouilles locales

Les Germains vivaient dans des colonies relativement petites. D'après la taille des lieux de sépulture (tombes à crémation), les archéologues concluent que la taille des colonies de peuplement était d'environ deux cents personnes. Les colonies se sont rarement développées d'après un plan : là où habitait déjà quelqu'un, d'autres personnes venaient s'agréger. Un héritage de ce type de peuplement est constitué par les soi-disant villages en grappes d’Allemagne et d'autres pays de culture germanique. Les villages étaient souvent entourés d'une sorte de clôture, rarement d'une palissade proprement dite. Uniquement dans les régions frontalières de l'Empire romain, avec le début des hostilités et des empiétements mutuels, des villages ont été protégés par des remparts ou des palissades.
On sait par les fouilles que les Germains vivaient dans des maisons en bois avec un procédé de construction en « squelette ». Etant donné que, contrairement aux maisons en pierre, le bois pourrit au fil du temps, seuls les trous des poteaux visibles sur le plan archéologique fournissent des informations sur la structure exacte des maisons. Le type le plus répandu était une longue maison à trois nefs, de six à huit mètres de large et souvent plus de deux fois plus longue, parfois plus de 60 mètres. Son toit abritait à la fois la famille, tous les semi-libres et les esclaves et les animaux, qui n'étaient séparés que par un mur. Cela présentait l'avantage particulier que les animaux aidaient à chauffer la maison durant les mois d'hiver les plus froids. L'espace d'habitation n'avait pas d'autres cloisons, au milieu se trouvait une cheminée. La fumée pourrait s'échapper par une ouverture dans le toit. Les maisons germaniques n'avaient probablement pas de fenêtres.
Bien que la méthode funéraire la plus courante au début du siècle fût l'incinération avec enfouissement des urnes, on connaît également de nombreux corps de tourbière, associés à des circonstances de mort très différentes. À partir d’environ 300, la proportion d'inhumation augmente fortement, bien que l'incinération reste courante chez certains peuples.

### Agriculture
Les Germains sont principalement des agriculteurs sédentaires, à bien distinguer des nomades des steppes avec qui ils sont en contact. Ils pratiquent une agriculture extensive avec de longues jachères, qui leur permettent d'entretenir un bétail nombreux. En plus de l'agriculture, il y a des artisans tels que forgerons, potiers et charpentiers. Les dialectes germaniques ont deux mots pour désigner la roue, connue depuis les temps indo-européens. Les Germains ne connaissent pas l'argent, le commerce est limité à l'échange de produits naturels. Le bien principal est constitué comme pour les Romains par le bétail. Ainsi la signification du mot anglais fee « frais (à payer) » provient précisément du vieil anglais feoh « bovins ; biens meubles ».
Parmi les cultures, l'orge tient un rôle particulier. Diverses espèces de blé, de seigle, d'avoine et de millet le complètent selon des différences régionales. Surtout sur les côtes de la mer du Nord, la fève a été cultivée. On cultive le petit pois, le lin et le chanvre. L'horticulture est bien exploitée, mais probablement pas l'arboriculture. On cueille les fruits sauvages, les glands, diverses baies (framboises, mûres) et des herbes sauvages telle que la spergule. Le miel des abeilles sauvages est recueilli. L'apiculture dans le sens moderne n'existe pas encore. Les Germains réalisent certains progrès techniques comme la culture du seigle, mieux adapté que le blé aux climats frais.
Sont élevés principalement les bovins, également les moutons, les porcs, les chèvres et de la volaille, ainsi que les chevaux, les chiens et les chats. Les Germains savent comment fabriquer du fromage. Les langues germaniques ont un mot pour le fromage à pâte fraîche, non-affiné, qui survit dans les langues nordiques ; cf. suéd. ost « fromage ». Pour le fromage affiné, à pâte dure, ils ont emprunté le mot latin cāseus ; cf. néerl. kaas, all. Käse « fromage ».
L'araire est connu depuis l'avent de l'agriculture ; la charrue est d'usage sporadique à la veille des migrations. De même, la herse est connue ainsi que la bêche, la houe, le râteau, la faucille et la faux. Ils laissent les terres en jachère régulièrement connaissant les avantages de la fertilisation. Le grain est mangé principalement sous la forme de bouillie, le pain étant réservé à la classe supérieure jusqu'au Moyen Âge.
La productivité est significativement plus faible que chez les Romains. Il y a des famines et de nombreux Germains souffrent de malnutrition, résultant en une espérance de vie considérablement réduite. L'état de santé des Germains est souvent médiocre ; les troubles articulaires et les troubles de disques intervertébraux sont monnaie courante.
Tacite nous apprend que chaque tribu crée autour d'elle de vastes espaces déserts, afin d'assurer sa propre sécurité.

#### Artisanat et industrie
Le traitement du cuir est le fait des hommes, tandis que les textiles (filature et tissage) sont produits par les femmes. Les manufactures ne dépassent habituellement pas le stade local. Inversement, les objets de luxe romain peuvent être trouvés partout sur le territoire germanique. Sont exportés ambre, fourrures et les cheveux des femmes blonde très appréciés par les femmes romaines. La monnaie romaine est en possession de beaucoup, mais elle ne sert pas pour des transactions.
Selon les dernières découvertes, dans le voisinage de l'actuelle Berlin, une sorte de métallurgie est déjà développée. L'acier produit devait être de grande qualité et a été principalement exporté vers l'Empire romain. La construction navale (Hjortspring, bateau de Nydam…) est déjà très développée.

### Religion germanique primitive
Du point de vue religieux, la connaissance de leur paganisme est réduite. Elle ne vient que de Jules César et de Tacite. Le paganisme norrois des années 1 000 est connu, mais il a probablement évolué dans le temps. Certains se sont convertis avant même d'avoir été en contact avec les Romains. Le chamanisme et les pratiques divinatoires sont le fait de certaines femmes, les völvas.
Jules César réduit la religion des Germains au culte des éléments naturels, mais c'est plutôt une vision philosophique. Tacite a une information plus précise, et certains éléments, comme les sacrifices humains dans les marécages, sont confirmés par l'archéologie. Comme dans d'autres religions indo-européennes, elle est polythéiste, avec une complémentarité entre les divinités chtoniennes (Nerthus/Erda, la Terre) et les divinités célestes. Celles-ci sont connues par les jours de la semaine, usage romain adopté probablement vers le IVe siècle :
Lundi (jour de la lune) = Monday, Montag (même sens) ; mardi (jour de Mars) = Dienstag, Tuesday (jour de Tyr/Tuiston, dieu des assemblées) ; mercredi (jour de Mercure) = Wednesday (jour de Wotan/Woden/Odin, dieu suprême) ; jeudi (jour de Jupiter) = Donnerstag, Thursday (jour de Donner/Thor, dieu de la foudre) ; vendredi (jour de Vénus) = Freitag, Friday (jour de Freya, déesse de l'amour) ; samedi de *sambati dies (hébreu sabbat), anciennement dies Saturni (jour de Saturne) sans équivalent germanique : l'allemand Samstag présente la même mutation phonétique /b/ > /m/ à partir du mot sabbat que le français et l'anglais Saturday est un calque du latin saturni (dies) ; dimanche de dies domenicus, anciennement dies solis (jour du soleil) = Sonntag, Sunday (même sens).
Certaines dynasties royales des Grandes Invasions font remonter leur lignée à Wotan.

### Arts

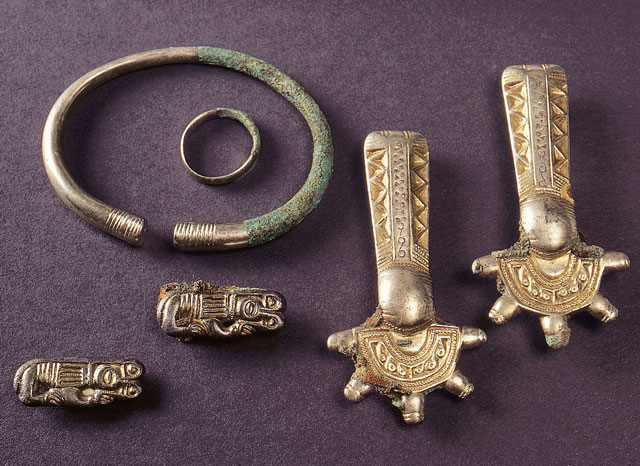
Bijoux germaniques.

Le monde culturel germanique était relativement pauvre en images. Il a fallu attendre le Ve siècle de notre ère pour que des scènes et des figures de la mythologie soient représentées sur des disques de bijoux en or. À la fin de la période impériale, les fibules ont été adaptées à partir de modèles romains en fonction des formes animales. Les sangliers et les cerfs étaient particulièrement populaires. Des figurines de bétail entièrement en bronze sont également connues, bien que rares. Bien sûr, on ne peut rien dire de la sculpture sur bois. Les imitations d’images animalières romaines ont été développées au fil du temps pour devenir une ornementation animale germanique indépendante.

## Physionomie
Différents auteurs décrivent l'aspect et les caractéristiques physiques des Germains, tels leurs contemporains Tacite, Suétone, et Sénèque. Il s'agit la plupart du temps de topos littéraires qui ne doivent pas être strictement pris au pied de la lettre[réf. souhaitée].
- Tacite, Germanie : « IV. Du reste je me range à l'avis de ceux qui pensent que le sang des Germains ne fut jamais altéré par des mariages étrangers, que c'est une race pure, sans mélange, et qui ne ressemble qu'à elle-même. De là cet air de famille qu'on remarque dans cette immense multitude d'hommes : des yeux bleus et farouches ; des cheveux roux ; des corps d'une haute stature et vigoureux pour un premier effort, mais peu capables de travail et de fatigues, et, par un double effet du sol et du climat, résistant aussi mal à la soif et à la chaleur qu'ils supportent facilement le froid et la faim »[51],[52].
- « XI. 1. Quant aux premiers occupants de l'île, on ne peut savoir avec certitude, comme toujours dans le cas de peuples barbares, s'ils s'agit d'autochtones ou s'ils sont venus d'ailleurs. 2. Les Bretons présentent plusieurs types physiques, ce qui permet d'étayer autant d'hypothèses. Par exemple, les cheveux roux des Calédoniens et leurs membres allongés attestent une origine germanique. Basanés et souvent crépus, les Silures, dont le territoire est opposé à l'Espagne, donnent à penser qu'autrefois des Ibères ont traversé la mer et se sont fixés sur leurs terres. Ceux qui vivent le plus près de la Gaule ressemblent à ses habitants : soit l'origine ethnique reste marquante, soit le climat a conditionné le type humain dans ces régions qui se font face. 3. En examinant la question dans ses grandes lignes, on peut, malgré tout, concevoir que des Gaulois ont occupé l'île du fait de sa proximité : 4. On peut y retrouver les rites et les croyances religieuses propres à la Gaule ; la langue n'est pas très différente ; aussi téméraires que les Gaulois, les Bretons aiment prendre des risques, mais devant le danger ils paniquent tout autant et fuient. Toutefois, on trouvera plus combatifs les Bretons qu'une pacification de longue date n'a pas encore amadoués. Nous savons que les Gaulois, eux aussi, étaient de brillants guerriers. Par la suite, la paix les rendit nonchalants, car ils avaient perdu leur bravoure avec leur liberté. 5. Il en va de même pour les Bretons vaincus de longue date, alors que tous les autres sont encore comme les Gaulois d'autrefois »[53].
- Suétone, Vie des douze Césars : « (1) Occupé ensuite du soin de son triomphe, il ne se contenta pas d'emmener les prisonniers et les transfuges barbares, il choisit les Gaulois de la taille la plus haute, et, comme il le disait, la plus triomphale, quelques-uns même des plus illustres familles, et les réserva pour le cortège. Il les obligea non seulement à se rougir les cheveux, mais encore à apprendre la langue des Germains et à prendre des noms barbares. (2) »[54].
- Sénèque, De la colère : « XXVI. ... et ce serait juger bien mal que de reprocher aux individus les torts de l'espèce. Un teint noir ne singularise point l'homme en Éthiopie, non plus qu'une chevelure rousse et rassemblée en tresse ne messied au guerrier germain. Tu ne trouveras étrange ou inconvenant chez personne ce qui est le cachet de sa race. Chacun des exemples que je cite n'a pour lui que l'habitude d'une contrée, d'un coin de la terre... »[55].

## Génétique
Les généticiens suggèrent que les mouvements des peuples germaniques ont eu une forte influence sur la répartition moderne de la lignée masculine représentée par l'haplogroupe I1 (Y-ADN), qui proviendrait d'un homme, qui a vécu il y a environ 4 000 à 6 000 ans quelque part en Europe du Nord, peut-être au Danemark moderne. Il est prouvé que les descendants de cet homme se sont installés dans toutes les régions où des tribus germaniques auraient émigré par la suite. L'haplogroupe I1 est plus ancien que les langues germaniques, puisqu'il caractérise les chasseurs-cueilleurs du Mésolithique, mais il est possible qu'il ait été présent parmi les premiers germanophones.
Parmi les autres lignées masculines susceptibles d’être présentes lors du développement et de la dispersion des populations germaniques, on peut citer : R1a1a, R1b-P312 et R1b-U106, une combinaison génétique des haplogroupes fortement représentés parmi les peuples germanophones actuels, sont probablement également présents au cours du développement et de la dispersion des populations germaniques. Avec un pic dans le nord de l'Europe, le marqueur R1b-U106 semble particulièrement intéressant en termes de distribution et fournit quelques indices génétiques utiles concernant le parcours historique réalisé par le peuple germanique.

## Postérité
Conquérants de l'Empire romain au Ve siècle, les Germains sont « conquis par leur conquête ». Ils adoptent progressivement la religion des vaincus, le christianisme et leur langue écrite, le latin (sauf en Bretagne romaine où les peuples anglo-saxons conservent leurs langues germaniques). Leurs structures politiques et leur droit sont profondément modifiés au contact du modèle romain. L'expansion de l'Empire carolingien vers la Saxe, l'action des missionnaires chrétiens dans les royaumes anglo-saxons puis en Scandinavie, font tomber dans l'oubli une grande partie de la civilisation germanique primitive, sans l'effacer tout à fait.

### Sources antiques
- Tacite, Origine et territoire des Germains, dit La Germanie (latin Germaniæ - édition électronique commentée avec cartes disponible sur Bibliotheca Classica Selecta).
- Tacite, La Germanie, Paris, trad. annoté et présenté par Patrick Voisin, Arléa, 2009

### Études
- (de) Bruno Bleckmann, Die Germanen. Von Ariovist zu den Wikingern, Munich, C. H. Beck, 2009,  (ISBN 978-3-406-58476-3).
- Jan de Vries, Die Geistige Welt der Germanen, Halle a.d. Saale: Niemeyer, 1943 (2e éd. 1945, 3e éd. Darmstadt, 1964). Traduction française : L'univers mental des Germains, Paris, éd. du Porte-glaive, 1987.  (ISBN 9782906468078).
- Georges Dumézil, Les Dieux des Germains, essai sur la formation de la religion scandinave, Paris, Presses universitaires de France, 1959.
- (de) Alberto Jori, Hermann Conring (1606-1681) : Der Begründer der deutschen Rechtsgeschichte, Tübingen, 2006.  (ISBN 3-935625-59-6).
- (de) T. E. Karsten, Die Germanen, eine Einführung in die Geschichte ihrer Sprache und Kultur, Wiesbaden, Marix-Verlag, 2004, nach der Ausgabe Berlin/Leipzig, 1928,  (ISBN 3-937715-65-7).
- (de) Arnulf Krause, Die Geschichte der Germanen, Francfort-sur-le-Main, Campus, 2005,  (ISBN 3-593-36885-4).
- (de) Ernst Künzl, Die Germanen (Theiss WissenKompakt), Stuttgart, Konrad Theiss, 2006,  (ISBN 3-8062-2036-0).
- Karol Modzelewski, L'Europe des Barbares, Aubier, 2005.
- Gontran Munier et Pierre-André Kanape, Les Germains : De la conquête romaine aux grandes invasions, Errance, Paris, 2013.
- (de) Walter Pohl, « Die Germanen », dans Enzyklopädie deutscher Geschichte, 2e éd., t. 57, Munich, 2004,  (ISBN 3-486-56755-1).
- Vincent Samson, Le nom des Germains, Nouvelle École, no63, 2014, pp. 53-93
- (de) Rudolf Simek, Die Germanen, Stuttgart, Reclam Verlag, 2011,  (ISBN 978-3150187722).
- (de) Herwig Wolfram, Die Germanen, 9e éd., Munich, Beck'sche Reihe, 2009,  (ISBN 978-3-406-59004-7).
- (en) Carl Waldman et Catherine Mason, Encyclopedia of European peoples, New York, Facts On File, 2006, 984 p. (ISBN 978-0-8160-4964-6)
- (en) James Minahan, One Europe, many nations : a historical dictionary of european national groups, Westport (Conn.), Greenwood Publishing Group, 2000, 781 p. (ISBN 0-313-30984-1, lire en ligne)